# Emoia boettgeri
Emoia boettgeri es una especie de lagarto escincomorfo del género Emoia, familia Scincidae. Fue descrita científicamente por Sternfeld en 1918.
Habita en Carolinas (Pohnpei), islas Marshall, Micronesia (Lukunor) e islas del distrito de Umán. El hábitat natural preferido de E. boettgeri es el bosque, en altitudes desde el nivel del mar de hasta los 780 metros (2560 pies).